# American Days
Als American Days wird ein jährlich stattfindendes Kulturfestival in der Metropolregion Stuttgart bezeichnet. An elf Tagen präsentieren deutsche und amerikanische Einrichtungen ein Programm zu verschiedenen Aspekten der transatlantischen Beziehungen. Das Deutsch-Amerikanische Zentrum/James-F.-Byrnes-Institut e.V. (DAZ) stellte in Zusammenarbeit mit dem Kulturamt der Landeshauptstadt Stuttgart und der Robert Bosch Stiftung die American Days 2008 zum ersten Mal vor. Die American Days sollen auf bereits vorhandene Aktivitäten und auf die Vielfalt transatlantischen Engagements in der Region Stuttgart aufmerksam machen sowie Anregung für neue Aktionen und Kooperationen mit Bezug zu Amerika sein. Damit folgen sie dem Vorbild der Französischen Woche in und um Stuttgart, die seit 2000 durchgeführt wird.

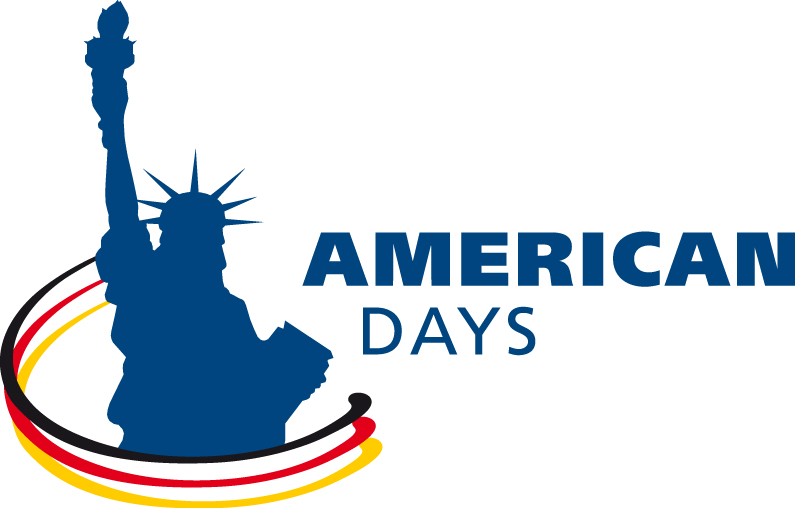
American Days Logo

## Geschichte
Im Jahr 2004 führte das Deutsch-Amerikanische Institut Tübingen in Zusammenarbeit mit den Deutsch-Amerikanischen Instituten aus Freiburg, Heidelberg und Stuttgart auf Anregung der Robert Bosch Stiftung eine Bestandsaufnahme „Deutsch-Amerikanische Kontakte in Baden-Württemberg“ durch. Die Recherche benannte mehr als 400 Institutionen und Kontaktadressen und vermittelte so ein Bild von intensiven Austauschbeziehungen mit den Vereinigten Staaten von Amerika und der bürgerschaftlichen Aktivitäten in Baden-Württemberg. Auf dieser Grundlage entwickelten die Robert Bosch Stiftung und das Kulturamt der Landeshauptstadt Stuttgart die Idee, künftig jährlich American Days in der Landeshauptstadt durchzuführen.
Der damalige Ministerpräsident Günther H. Oettinger unterstützte diese Idee und regte selbst anlässlich der Feier des 60-jährigen Bestehens des Deutsch-Amerikanischen Instituts Heidelberg im Herbst 2006 die Organisation von Amerika-Wochen in Baden-Württemberg an.
Das Deutsch-Amerikanische Zentrum/James-F.-Byrnes-Institut e.V. (DAZ) begann im darauf folgenden Jahr, gemeinsam mit interessierten Partnern ein Konzept für die ersten American Days in der Landeshauptstadt Stuttgart zu erarbeiten. Die ersten American Days im Großraum Stuttgart haben vom 26. Juni bis 6. Juli 2008 stattgefunden.
Die inhaltlich unterschiedlichen Veranstaltungen im Rahmen der American Days finden ihren gemeinsamen Schwerpunkt in der Begegnung zwischen Menschen aus Deutschland und den USA. In dem Programm  – für alle Altersstufen – Lesungen, Ausstellungen, Musikaufführungen, Theater-, Tanz- und Kabarettveranstaltungen, Filme, Seminare und Veranstaltungen zur Beratung und Information sowie mit Bezug zu den Städtepartnerschaften. Die Veranstalter heißen Aktivitäten für Kinder und Jugendliche besonders willkommen. Ferner können im Rahmen der Kulturtage auch politische und wirtschaftliche Fragen angesprochen werden.
Das DAZ ist seit seiner Gründung Ansprechpartner und Mittler in den deutsch-amerikanischen Beziehungen. Es übernimmt daher für die American Days die Rolle der Zentrale, in der Informationen zusammenlaufen, gebündelt, strukturiert und weitergeleitet werden. Damit soll im DAZ ein Kommunikationsnetz zwischen Akteuren, Organisatoren, Förderern und Sponsoren, Presse und Öffentlichkeit aufgebaut werden.
Die American Days – das Logo verdeutlicht, dass es sich um „US-American Days“ handelt – wollen eine dauerhafte und tragfähige Vernetzung der Akteure erreichen.

### American Days 2008
Als Eröffnungsveranstaltung der 1. American Days, 26. Juni – 6. Juli 2008, realisierten Stuttgarter Schülerinnen und Schüler gemeinsam mit amerikanischen Tänzern das Projekt „Dancing to Connect“ im Wilhelma Theater. „Dancing to Connect“ war das Ergebnis eines gemeinschaftlich entwickelten Projekts, das in enger Zusammenarbeit zwischen den New Yorker Tanzschulen Battery Dance Company und Drastic Action, der Pädagogischen Hochschule Freiburg und verschiedenen Freiburger Schulen entworfen wurde. Das Tanzprojekt zielte auf Kompetenzentwicklung durch die Integration von Tanz, Musik und Englisch als Arbeitssprache ab.
42 Kooperationspartner organisierten 72 Veranstaltungen rund um die transatlantischen Beziehungen.

### American Days 2009
Die 2. American Days wurden am 6. Mai mit einem Konzert der Wings of Dixie im Weißen Saal des Neuen Schlosses eröffnet. In diesem Jahr konnten sich die American Days weiter vergrößern: mehr als 40 Kooperationspartner haben über 90 Veranstaltungen angeboten, darunter zum ersten Mal Veranstaltungen zu American Football, Konzerte der Musikhochschule und Vorführungen im Carl Zeiss Planetarium.

### American Days 2010
Die 3. American Days fanden parallel zum 50-jährigen Jubiläum der Städtepartnerschaft zwischen Stuttgart und St. Louis statt. Einige Veranstaltungen richteten deshalb ein besonderes Augenmerk auf die Beziehungen zwischen den Bürgern der beiden Städte.
Zur Eröffnungsveranstaltung spielten The Bosman Twins aus St. Louis gemeinsam mit der Stuttgarter Band Trijo im Theaterhaus Stuttgart vor rund 500 Gästen beider Länder.
2010 zählte das Deutsch-Amerikanische Zentrum rund 50 Kooperationspartner und mehr als 70 Veranstaltungen.

### American Days 2011
Die 4. American Days, 25. Mai – 5. Juni 2011, wurden von Bluessängerin Angela Brown eingeleitet. Für das Ziel der Förderung neuer transatlantischer Kontakte und der langjährigen Freundschaft, sowie der Vertiefung bestehender Netzwerke, diente sie als eines der besten Beispiele – Angela Brown ist vor vielen Jahren aus Chicago nach Deutschland gekommen und geblieben. Zusammen mit dem Christian Rannenberg Trio gab sie im Theaterhaus Stuttgart im Rahmen des offiziellen Auftakts der Veranstaltungsreihe ein Konzert. Weitere prominente Auftritte während der Kulturtage waren u. a. der der Autorin Elizabeth Murray, welche von ihrem Leben als obdachlose Jugendliche in der Bronx und ihrem Aufstieg bis nach Harvard erzählt, als auch der des Sängers Ron Williams. Außerdem sprach Arthur Landwehr im Stuttgarter Fernsehturm von seiner Arbeit als Auslandskorrespondent und Patrick Kamakani Bulling lehrte die exotische Kunst des hawaiianischen Hula (Tanz).
Insgesamt wurden 55 Veranstaltungen von 34 Institutionen aus dem Stuttgarter Raum angeboten – teilweise in Kooperation.

### American Days 2012
Bei den 5. American Days, 2. Mai – 13. Mai 2012, war die interkulturelle Vielfalt der American Days erstmals auch über die Region Stuttgart hinaus zu erleben: In Heidelberg diskutierte Robert Blecker seinen Dokumentationsfilm Robert Blecker Wants Me Dead, in Tübingen gab die Bluegrass Queen Alecia Nugent ein Konzert und in Freiburg präsentierte der US-amerikanische Schriftsteller T.C. Boyle seinen Roman Wenn das Schlachten vorbei ist. Diese Veranstaltungen fanden mit den Deutsch-Amerikanischen Instituten in Heidelberg, Tübingen und Freiburg statt. Eröffnungsveranstaltung war ein Konzert des durch die deutsche Gesangs-Casting Show The Voice of Germany bekannten Charles Simmons & Band im Theaterhaus Stuttgart.

### American Days 2014
Zum Auftakt zu den 6. American Days, 14. Mai – 25. Mai 2014, präsentierte das DAZ des Festivals die laut Stern bekannteste in Deutschland lebende Amerikanerin – Sängerin, Autorin und Comedian Gayle Tufts. 
Feierliche Eröffnung war am 14. Mai im Theaterhaus Stuttgart. Über 50 Veranstalter organisierten an 12 Tagen 65 Events rund um das Thema USA. Mit dabei waren deutsch-amerikanische Vereine, große Stuttgarter Kultur- und Bildungseinrichtungen wie das Linden-Museum, die Landeszentrale für politische Bildung Baden-Württemberg oder die Staatsgalerie Stuttgart, Medien, Stiftungen, Sportvereine und weitere öffentliche Veranstalter.
Die Rolle der zentralen Koordinationsstelle übernahm erneut das Deutsch-Amerikanische Zentrum Stuttgart. Zugleich war es für die allgemeine Presse- und Öffentlichkeitsarbeit zuständig und warb für diesen Bereich Projektgelder und Sponsoren ein.
Auch im Jahr 2014 waren die American Days aufgrund der erneuten Teilnahme der Deutsch-Amerikanischen Institute Tübingen, Heidelberg und Freiburg überregional vertreten.

## Förderer
Förderer der American Days sind die Robert Bosch Stiftung, das Kulturamt der Stadt Stuttgart und das US-Generalkonsulat Frankfurt. Im Jahr 2008 wurden die American Days zusätzlich maßgeblich von der Landesstiftung Baden-Württemberg gefördert.